# Peter Benenson
Peter James Henry Solomon Benenson (31 tháng 7 năm 1921 – 25 tháng 2 năm 2005) là một luật sư người Anh, người sáng lập tổ chức nhân quyền Ân xá Quốc tế.
Peter sinh ở Luân Đôn, khi còn nhỏ đã mất cha, ông học với gia sư là W. H. Auden trước khi vào học ở Eton College. Sau khi ông ngoại mất, ông lấy họ mẹ là Benenson để tưởng nhớ ông ngoại.
Ông bắt đầu học đại học tại Trường Balliol của Đại học Oxford nhưng Chiến tranh thế giới thứ hai cắt ngang việc học của ông. Từ 1941 đến 1945, Benenson làm việc tại Bletchley Park, trung tâm giải mã của nước Anh, ở "Testery", một bộ phận nghiên cứu giải mã máy chữ điện báo của Đức . Sau khi giải ngũ năm 1946, Benenson bắt đầu hành nghề luật sư, sau đó gia nhập đảng Lao động, nhưng ra tranh cử thất bại. Năm 1958 ông đổi đạo, theo Công giáo La Mã. Năm sau ông cảm thấy đau ốm bèn sang Ý dưỡng bệnh.
Năm 1961 Benenson bị sốc và tức giận trước bài về hai sinh viên người Bồ Đào Nha ở Coimbra bị kết án 7 năm tù vì đã nâng ly mừng tự do (chuyện xảy dưới chế độ chuyên quyền của António de Oliveira Salazar). Ông viết cho David Astor, biên tập viên tờ báo The Observer. Ngày 28 tháng 5 xuất hiện bài báo của Benenson nhan đề Những người tù bị bỏ quên  Lưu trữ ngày 28 tháng 6 năm 2006 tại Wayback Machine. Bức thư kêu gọi độc giả viết thư để ủng hộ hai sinh viên. Để phối hợp hoạt động viết thư đó, một cuộc gặp gỡ giữa Benenson và 6 người khác vào tháng 7 tại Luxembourg đã thành lập ra Ân xá Quốc tế. Sự phản hồi dồn dập đến nỗi trong vòng có 1 năm mà các nhóm viết thư đã được lập ra ở hơn 1 tá quốc gia.
Benenson được bổ nhiệm làm tổng thư ký của tổ chức, đến năm 1964 thì rút lui do sức khoẻ kém. Người ta lập ra chức danh cố vấn gọi là chủ tịch Điều hành quốc tế dành cho ông. Năm 1966, ông bắt đầu khiếu nại rằng một số thành viên điều hành khác không đủ tư cách. Một cuộc thẩm tra được tiến hành, sau đó đã báo cáo tại Elsinore (Đan Mạch) năm 1967. Các khiếu nại bị bác bỏ, và Benenson từ chức.
Mặc dù không hề hoạt động trở lại trong tổ chức, về sau Benenson đã giảng hoà với các thành viên điều hành khác, trong đó có Seán MacBride. Ông mất năm 2005 tại Bệnh viện John Radcliffe (Oxford), thọ 83 tuổi.